# Tien Giang (provincie)
Tien Giang (vietnamsky Tiền Giang) je provincie na jihu Vietnamu v deltě řeky Mekong. Žije zde přes 1,6 milionu obyvatel, hlavní město je My Tho.

## Geografie
Provincie leží na jihu Vietnamu v deltě řeky Mekong. Sousedí s provinciemi Long An, Ho Či Minovým Městem, Vinh Long a Ben Tre. Povrch je nížinatý. Mekong je dopravní tepnou provincie.